# Dídimo el Ciego

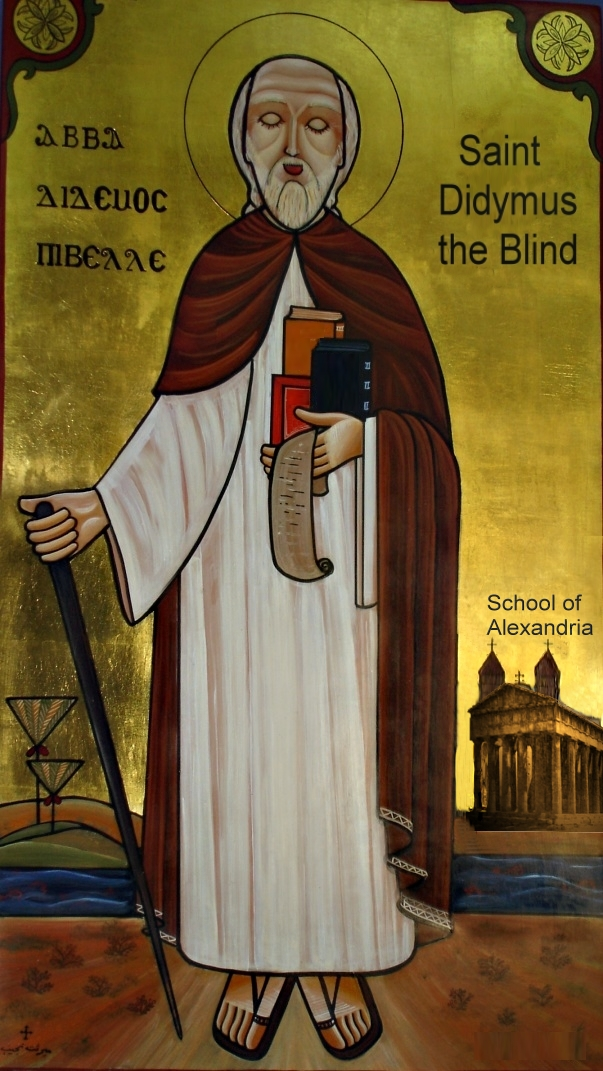
Dídimo el ciego

Dídimo el Ciego (Alejandría, h. 313 - ibíd., 398) fue un escritor eclesiástico del s. IV, jefe de la escuela catequética de Alejandría y, no obstante su ceguera, guía doctrinal y espiritual de mucho renombre.

## Biografía
Nació hacia el año 313 en Alejandría y murió hacia 398. A la edad de cuatro o cinco años quedó ciego para toda su vida, pese a lo cual sobresalió como uno de los hombres más eruditos de su tiempo. Rufino de Aquilea describe lo que fue su dura vida de trabajo diciendo que:

entremezclaba la oración con el estudio y el trabajo y se dedicaba durante noches ininterrumpidas no a leer, sino a oír, para que, lo que a otros les era proporcionado mediante la vista, le fuese a él mediante el oído. Y como suele suceder que después de un trabajo de estudio llega el sueño a los que leen, Dídimo, en cambio, aprovechaba dicho silencio no para el descanso o desocupación, sino que, como una especie de animal rumiante, consideraba de nuevo el alimento recibido y lo que había llegado a conocer mediante una ligera lectura hecha por otros, lo retenía de tal modo en su memoria y en su mente que parecía que no sólo había escuchado todo lo leído, sino, más bien, que lo había grabado en las páginas de su mente. De este modo, en breve espacio de tiempo, alcanzó tal acervo de ciencia y erudición que llegó a ser doctor de la escuela eclesiástica...
Rufino, Historia Ecclesiastica, 11,7: PL 21,516

Dídimo residió siempre en Alejandría, de cuya Escuela fue presidente a petición de Atanasio. Cuenta entre sus alumnos de más renombre a Rufino y a san Jerónimo.
Durante el medio siglo que estuvo al frente de la Escuela, hizo revivir la ideología de Orígenes procurando explicar las frases de doble sentido y corregirle en otras ocasiones. A pesar de ser ferviente entusiasta de la doctrina de Nicea, no fue objeto de persecución por parte de los arrianos. Existe una doble opinión en lo que a su estado de vida se refiere: la de los que afirman que Dídimo quedó siempre seglar, casado y padre de familia, basados en el De Trinitate, 3,1 y la que sostiene que vivió una vida casi eremítica, retirado a las puertas de Alejandría con otros numerosos anacoretas. En su vida de soledad contó con las visitas de Paladio y de San Antonio Abad. Murió a la edad de 85 años.
El origenismo de Dídimo, que le llevó a defender el De Principiis de Orígenes como totalmente ortodoxo, fue la causa que empañó su fama después de su muerte. La Iglesia lo anatematizó en el quinto Concilio ecuménico, II de Constantinopla (553), por defender, como Orígenes, la preexistencia de las almas y la Apocatástasis.

## Obras
Grande fue la producción literaria de Dídimo, tanto en el campo exegético como en el dogmático. Muchas de ellas desaparecieron a raíz de la condenación como origenista, otras están atribuidas a escritor distinto y de la mayor parte solo se conservan fragmentos.

### Exegéticas
La llamada "cadena de Nicéforo" y algunos de los papiros descubiertos en Toura (Egipto) contienen fragmentos de interpretación de Dídimo al Génesis; la misma cadena de Nicéforo contiene algunos fragmentos sobre el Éxodo. San Jerónimo atribuye a Dídimo un comentario a Isaías 40-66 y que constaba de dieciocho volúmenes. Quedan fragmentos de esta obra en el florilegio de Leoncio y de Juan y en los Sacra Parallela. Existen asimismo cuatro fragmentos sobre Jeremías y dos sobre Daniel 2,34. Dídimo compuso un comentario en cinco libros al libro de Zacarías y otro al profeta Oseas. El mismo San Jerónimo afirma que Dídimo comentó el libro de Job. Casiodoro afirma que Dídimo comentó el libro de los Proverbios, de lo que solo se conservan fragmentos. Se conservan igualmente algunos fragmentos sobre el Eclesiastés y uno tan solo al Cantar de los Cantares. Asimismo se tiene noticia por San Jerónimo de que comentó el libro de los Salmos, del que se conservan numerosos pasajes.
De sus comentarios al Nuevo Testamento se han conservado: unos fragmentos de Mateo y del de Juan. También se conservan parcialmente los fragmentos del comentario de Dídimo a los Hechos de los Apóstoles. Existe un fragmento sobre Romanos 7,20 que según K. Staab más que comentario propiamente tal, pertenece probablemente a su tratado contra los maniqueos. Solamente quedaba un fragmento del comentario de Dídimo a 1 Cor hasta que Staab publicó 38 fragmentos más; los fragmentos de su comentario a 2 Cor están en el Códice Vaticano 762. San Jerónimo, en el prólogo a su comentario a los Gálatas, nombra a Dídimo como uno de los autores que ha seguido; Dídimo comentó también la Carta a los Efesios de la que no existe un solo fragmento. Finalmente, se tiene noticia por Casiodoro de que Dídimo compuso una Expositio septem canonicarum epistolarum y que traducida al latín por Epifanio el Escolástico ha llegado hasta hoy; el original, en cambio, se conserva muy fragmentariamente.

### Dogmáticas
El original griego del libro De Spiritu Sancto se ha perdido, quedando solamente la versión latina hecha por San Jerónimo. Se ha fijado como fecha de su composición entre el 355-358; en cambio, los tres libros sobre la Trinidad (hacia 381-392) se han conservado; en el primero trata del Hijo y, en el segundo, del Espíritu Santo; el tercero lo dedica a discutir los textos bíblicos en los que eunomianos y pneumatómacos basaban sus conclusiones. Su libro Contra Manichaeos del que nos da razón San Juan Damasceno se conserva en griego. El libro De dogmatibus et contra Arianos, mencionado por San Jerónimo, se identifica hoy con el libro IV y V agregado por muchos manuscritos al Contra Eunomium de San Basilio. El original parece que fue escrito en 392. San Juan Damasceno hace referencias al Ad Philosophum y De incorporeo de las que cita unos pasajes en su Sacra Parallela. Según San Jerónimo Dídimo escribió una obra sobre la muerte de los niños. Finalmente, E. Stolz atribuye a Dídimo los siete diálogos De Trinitate que se habían conservado previamente otorgándoselos a Atanasio, Máximo el Confesor y otros. En sentir de Günthór, solamente Dídimo pudo haberlos escrito. Nada queda de su obra escrita en defensa de Orígenes de la que se tiene noticia tan solo por el testimonio de Sócrates.

## Doctrina
Hay que reconocer que Dídimo es hijo de su tiempo y que su enseñanza, por tanto, se centra en torno a lo que fue tema del entonces: Trinidad, Cristo y Espíritu Santo.
Recalca la unidad de sustancia en la Trinidad deduciendo de ella la unidad, de operación común a las tres divinas personas; otras veces, en cambio, argumenta de modo inverso deduciendo de la unidad de operación la única sustancia común a las personas trinitarias. Usa los términos ousía y fisis para indicar la sustancia concreta y, en cambio, para indicar las personas emplea Hypóstasis y prósopon. En la Trinidad todo es idéntico excepto en lo que median las relaciones personales; así, lo propio del Padre es ser padre, o lo que es lo mismo, engendrar; lo propio del Hijo y del Espíritu Santo es proceder; el Hijo solamente del Padre y por vía de generación, el Espíritu Santo, en cambio, del Padre y del Hijo y por espiración, ekpóreusis.
En lo que respecta a Cristología, Dídimo trata explícitamente del alma humana de Cristo con ocasión de la herejía arriana. Señala entre los errores de Arrio el principio que admite que Cristo es ápsijos (sin alma) llegando a constatar una oposición entre éstos y los maniqueos; mientras que para éstos Cristo tuvo cuerpo solo en apariencia (docetismo), los arrianos piensan que tuvo su cuerpo, pero privado de alma humana. Para Dídimo supone un error grave el profesar una encarnación de Cristo desprovista de alma humana. Para demostrar su existencia usa como argumento las palabras de Cristo: «mi alma está triste» y aquellas otras: «Padre en tus manos encomiendo mi espíritu», aunque estas últimas bajo forma hipotética. Son para Dídimo argumento de la existencia del alma humana de Cristo todos los pasajes de su vida en los que manifestó temor y necesidad de dormir, comer y beber. No hay duda que enseña la existencia de dos naturalezas en Cristo así como la unidad de persona del Hombre-Dios y por ello resulta que la Virgen es Theotokos (cf. Monofisismo; Nestorio, Nestorianismo).
Respecto al Espíritu Santo, para Dídimo este no cae en el ámbito de la criatura, sino, más bien es Dios. Así como el Hijo es homoousios con el Padre, del mismo modo, el Espíritu Santo es consustancial con el Padre y el Hijo. Si el Espíritu Santo fue criatura, Cristo, que es increado, no hubiera sido ungido por Él.
Está presente en el alejandrino la doctrina de Orígenes sobre la apocatástasis o restauración universal de todas las cosas a su primitivo ser.